# Ampelocalamus luodianensis
Ampelocalamus luodianensis är en gräsart som beskrevs av Tong Pei Yi och R.S.Wang. Ampelocalamus luodianensis ingår i släktet Ampelocalamus och familjen gräs. Inga underarter finns listade i Catalogue of Life.